# Vlog (2014.)
Vlog je dugometražni igrani prvijenac redatelja Bruna Pavića iz 2014. godine nastao u sklopu MA studija Filma, medijske umjetnosti i animacije na Umjetničkoj akademiji u Splitu (UMAS).
Kao diplomski film snimljen bez budžeta uspio je proći u glavni natjecateljski program 61.Pulskog filmskog festivala, a pozornost javnosti privukao je nakon što je izbačen iz konkurencije samo tri sata prije službene projekcije zbog “pravnih nedoumica“.  Postupak za izbacivanje filma je nakon novinarske projekcije pokrenuo redatelj Antonio Nuić koji je na festivalu obnašao funkciju predsjednika žirija.
Godinu dana kasnije Vlog je uvršten u novonastali Studentski program 62. Pulskog filmskog festivala.

## Radnja
Krešo postaje žrtva nepravednog društvenog sustava i situacija koje ga polako vode u potpunu materijalnu i egzistencijalnu propast, pri čemu on sam ne može utjecati na konačni ishod ili učiniti išta kako bi promijenio svoj život nabolje. Njegovo je jedino mjesto ostvarenja videoblog (vlog) u kojem povremeno iznosi svoje misli o životu.

## Uloge
- Matija Kačan
- Dara Vukić
- Ivan Matijašević
- Jelena Posavec Tušek
- Ivica Ljubić Žila
- Nada Kovačević
- Dušan Ćaleta

## Produkcija
Vlog je prvo snimljen kao redateljev diplomski film na MA studiju Filma, medijske umjetnosti i animacije pri Umjetničkoj akademiji u Splitu, a zatim se pristupilo jednogodišnjoj profesionalnoj postprodukciji kako bi se film pripremio za Pulski filmski festival i daljnju distribuciju.
Film je u potpunosti sniman bez budžeta, samo snimanje trajalo je tri tjedna, a cijeli projekt prošao je temeljito sve faze razvoja. Mentor filma bio je Slobodan Jokić, redatelj i profesor na UMAS-u koji je ujedno i producent filma, dok je mentor za rad s glumcima, a ujedno i konzultant prilikom rada na scenariju bio glumac Leon Lučev.
Filmsku ekipu sačinjavaju studenti UMAS-a, kao i iskusni filmski profesionalci koji su većinom bili angažirani u fazi postprodukcije, a glumačku postavu predvode četiri profesionalna glumca u kombinaciji s naturščicima. Koscenaristica filma je Anamarija Pavić po čijoj priči je nastala ideja za film. 

## Kritike
Vlog je naišao na vrlo dobar odjek kod filmskih kritičara i novinara. O filmu se najviše pisalo nakon pulskog skandala i nakon hrvatske premijere u zagrebačkom kinu Tuškanac.
Josip Grozdanić, Vijenac:
"Vlog je naslov koji pored svježine i razmjerne originalnosti odlikuju koncepcijska i stilska dosljednost, kreiranje intrigantnog i dovoljno slojevita protagonistova intimnog mikrosvijeta, vrlo učinkovito oslikavanje socijalnog konteksta, nenametljiva ali jasna društvena kritičnost kao i sugestivno ozračje ekspandirajućeg pesimizma te egzistencijalne tjeskobe i besperspektivnosti."

## Vanjske poveznice
- Službena facebook stranica
- Vlog u internetskoj bazi filmova IMDb-a
- http://blog.hrt.hr/281715/kako-ubiti-entuzijazam  Arhivirana inačica izvorne stranice od 2. listopada 2015. (Wayback Machine)